# الغربال (مسلسل)
الغربال مسلسل سوري عُرض في موسم شهر رمضان من عام 2014، وهو من تأليف سيف رضا حامد، وإخراج ناجي طعمي. المسلسل يحكي قصة صراع بين الخير والشر تعود أحداثها إلى العام 1927 م في منطقة بحي الشاغور الدمشقي، كما أن المسلسل يضم الممثل عبد الرحمن آل رشي الذي أدى فيه آخر عمل له قبل وفاته، حيث يؤدي فيه شخصية زعيم حارة «الشاغور». عرض على تلفزيون قطر وقناة رؤيا الفضائية وتلفزيون أبوظبي. كما قد تم تصوير جزء ثاني للمسلسل ليعرض في رمضان 2015 تحت إدارة المخرج مروان بركات.

## طاقم العمل
- عباس النوري بدور «أبو عرب» وهو رجل طيب ويملك محل للسجاد ويحب أهل حارته.
- بسام كوسا بدور «أبو جابر» وهو رجل شرير جدا يعمل مع الفرنساوي.
- أمل عرفة بدور «أم جابر» وهي امرأة شريرة ومكارة وقاتلة تكره أبو عرب وابنته سارة.
- عبد المنعم عمايري بدور «سعيد المرادي»
- منى واصف بدور «أم سالم»
- نادين خوري بدور «أم صابر»
- عبد الرحمن آل رشي بدور «الزعيم أبو سالم»
- كندة حنا بدور «شامة»
- أمانة والي بدور «أم عرب»
- محمد الشماط بدور المختار «أبو صالح»
- ليليا الاطرش بدور «وصال»
- نزار أبو حجر بدور «أبو رباب»
- معتصم النهار بدور «نزار»
- تولين البكري بدور «أم رضا»
- ليلى سمور بدور «أم نزار»
- عادل علي بدور «الشيخ بدري»
- علي كريم بدور «أبو كامل»
- ناهد الحلبي بدور الداية «أم خليل»
- نورا العايق  بدور «سعاد»

## الجزء الثاني
عرض الجزء الثاني من المسلسل على تلفزيون قطر، وكان من 35 حلقة.

### تغير شخصيات الجزء الثاني
- اختفى الفنان الراحل عبد الرحمن آل رشي من هذا الجزء بعد مقتله في الجزء الأول.
- وفاء موصللي بدور الداية «أم خليل»
- مريانا معلولي بدور الخادمة زهرية وزوجة برهان